# Sukanya Ramgopal

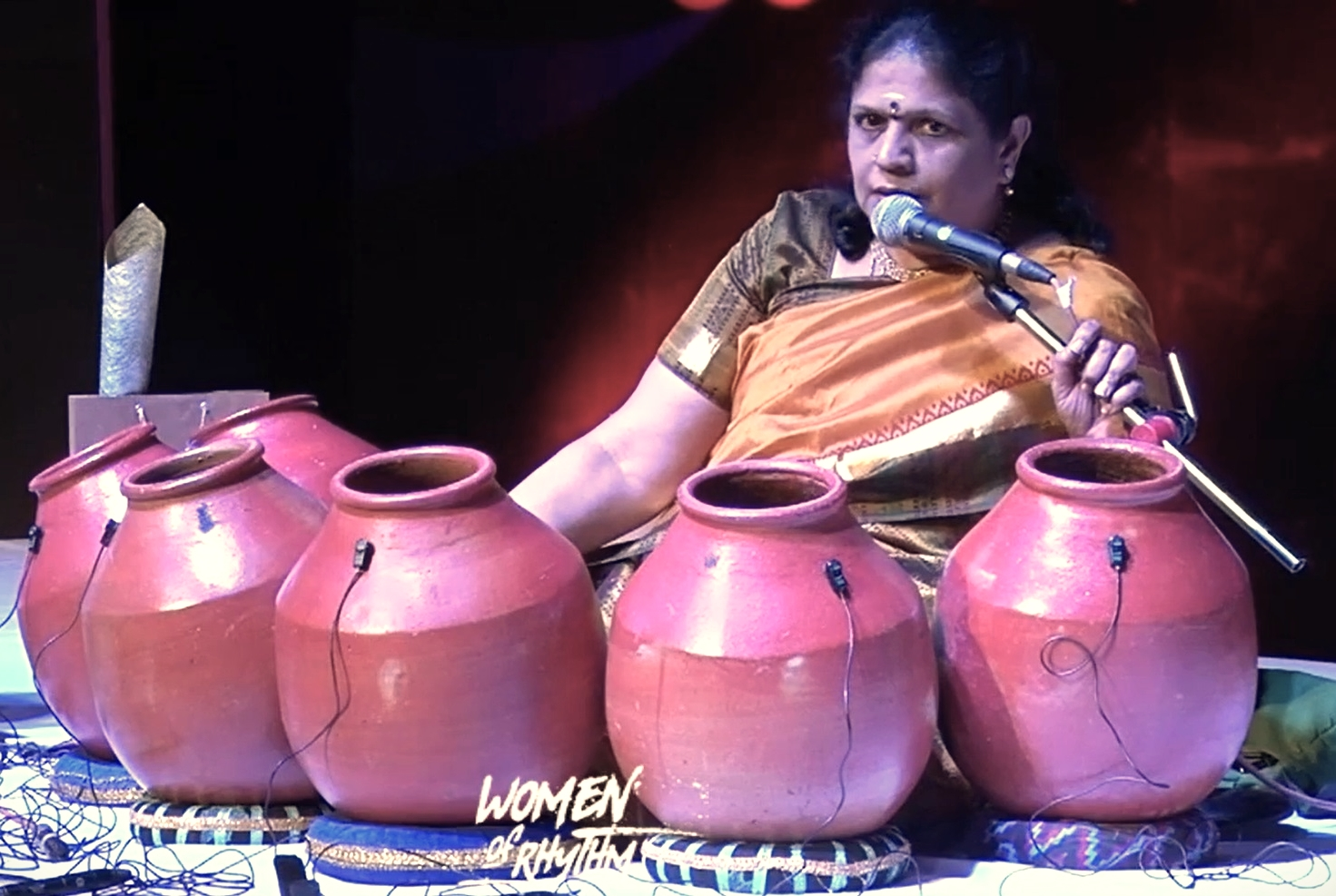
Sukanya Ramgopal spielt ghatam tarang

Sukanya Ramgopal (Tamil சுகன்யா ராம்கோபால்; * 13. Juni 1954 in Mayiladuthurai/Tamil Nadu) ist eine indische Geigerin, Mridangam- und Vinaspielerin und die erste weibliche Ghatamspielerin der karnatischen Musik.

## Leben
Ramgopal besuchte eine Montessorischule in ihrer Heimatstadt und studierte nach dem Pre-University Course (P.U.C.) am Ethiraj College in Chennai Mathematik am S.I.E.T. Women’s College. Als Kind lernte sie gemeinsam mit ihrer Schwester klassischen indischen Gesang bei Thazhakudi Ayyasaami Iyer, einem Schüler Rajam Iyers. Außerdem hatte sie Violinunterricht bei Dhanapalan Sir und T. H. Gurumoorthy Sir. 
Ab dem zwölften Lebensjahr begann sie, Perkussionsinstrumente zu spielen. Ihr erster Mridangamlehrer war Kalaimaamani T. H. Harihara Sharma, der sie auch, neben seinem Sohn Vikku Vinayakram, als Ghatamspielerin ausbildete. In ihrer Laufbahn trat sie mit bedeutenden Vertretern der karnatischen Musik wie Lalgudi Jayaraman, M. Balamuralikrishna und Palghat R. Raghu in Indien und auch im Ausland auf und gründete und leitet eine Frauen-Instrumentalgruppe. Außerdem ist sie Top Grade Artist bei All India Radio. 2016 veröffentlichte sie das Buch Sunadham – The Vikku Bhani of Ghatam Playing, das das erste Lehrbuch für Ghatamspieler ist. 

## Auszeichnungen
Ausgezeichnet wurde sie u. a. mit Preisen der Karnataka Sangeeta Nritya Academy (1982), der Madras Music Academy (2007) und der Sangeet Natak Akademi (2014).